# Cromary
Cromary település Franciaországban, Haute-Saône megyében. Lakosainak száma 249 fő (2022. január 1.). Cromary Sorans-lès-Breurey, Mérey-Vieilley, Palise, Vieilley, Aulx-lès-Cromary és Perrouse községekkel határos.

## Népesség
A település népességének változása:
| Lakosok száma | 240  | 240  | 245  | 245  | 248  | 250  | 251  | 251  | 249  |
|               | 2013 | 2015 | 2016 | 2017 | 2018 | 2019 | 2020 | 2021 | 2022 |